# ایرپورت روود (وایومینگ)
ایرپورت روود، وایومینگ (به انگلیسی: Airport Road, Wyoming) یک محدوده ثبت‌نشده در ایالات متحده آمریکا است که در ایالت وایومینگ واقع شده‌است.

## خصوصیات
ایرپورت روود ۹٫۷ کیلومترمربع مساحت و ۲۹۷ نفر جمعیت دارد و ۱٬۲۵۶ متر بالاتر از سطح دریا واقع شده‌است.